# Chris Körver
Chris Körver (Schinnen, 8 september 1961) is een voormalig voetbalkeeper.

## Voetbalcarrière
Körver werd in 1983 bij amateurclub RFC Roermond weggeplukt door Fortuna Sittard, waar zijn vader Frans Körver op dat moment hoofdtrainer was en als derde doelman toegevoegd aan de selectie, achter André van Gerven en Nico Hanssen. Op 23 oktober 1983 maakte hij er zijn debuut in het eerste elftal, toen hij een kwartier voor tijd inviel voor de geblesseerde Hanssen in een met 6-0 verloren uitwedstrijd bij Excelsior. Na het vertrek van Hanssen naar N.E.C. in 1984 schoof hij een plekje omhoog in de hiërarchie. In het seizoen 1984/85 stond Körver 17 competitiewedstrijden onder de lat evenals in twee wedstrijden om de Europacup II. Na de komst van Ruud Hesp naar Fortuna Sittard in 1987 kwam Körver niet meer aan de bak. Hesp was de onbetwiste nummer één en nooit geblesseerd. In het seizoen 1990/91 werd Körver voor een jaar uitgeleend aan de Belgische tweedeklasser KTH Diest. In 1992 zette hij een punt achter zijn profloopbaan.

### Profstatistieken
| Seizoen | Club            | Land      | Competitie    | Duels | Goals |
| ------- | --------------- | --------- | ------------- | ----- | ----- |
| 1983/84 | Fortuna Sittard | Nederland | Eredivisie    | 1     | 0     |
| 1984/85 | Fortuna Sittard | Nederland | Eredivisie    | 17    | 0     |
| 1985/86 | Fortuna Sittard | Nederland | Eredivisie    | 10    | 0     |
| 1986/87 | Fortuna Sittard | Nederland | Eredivisie    | 10    | 0     |
| 1987/88 | Fortuna Sittard | Nederland | Eredivisie    | 0     | 0     |
| 1988/89 | Fortuna Sittard | Nederland | Eredivisie    | 0     | 0     |
| 1989/90 | Fortuna Sittard | Nederland | Eredivisie    | 0     | 0     |
| 1990/91 | KTH Diest       | België    | Tweede klasse | 27    | 0     |
| 1991/92 | Fortuna Sittard | Nederland | Eredivisie    | 0     | 0     |
| Totaal  | Totaal          | Totaal    | Totaal        | 65    | 0     |

## Trivia
Körver is een zoon van Frans Körver, die ook als doelman in het betaalde voetbal speelde.